# Aerik
Aerik ist ein Motu des Rongelap-Atolls der pazifischen Inselrepublik Marshallinseln.

## Geographie
Aerik liegt im nördlichen Riffsaum des Rongelap-Atolls, etwa 8 km östlich der Nordwestspitze bei Naen. Östlich der Insel verläuft ein schmaler Kanal, der die Insel auch von Yugui trennt. Die Insel ist unbewohnt und seit dem Kernwaffentest der Bravo-Bombe atomar verseucht.